# Артем Лоїк
Артем Лоїк (повне ім'я — Арте́м І́горович Ло́їк ; нар. 17 жовтня 1989, Полтава, СРСР) — український репер, що здобув популярність завдяки участі в шоу «X-Фактор» та «Україна має талант-3», співпрацював із Григорієм Лепсом, з яким записав три спільні пісні. Учасник батл-майданчиків «Versus Battle» та «RapSoxBattle», здобув перемогу в 3 з 4 батлів (результат п'ятого батлу з Ярмаком анульовано).

## Життя й кар'єра
Після закінчення середньої школи №31 у 2006 році вступив на будівельний факультет Національного університету «Полтавська політехніка імені Юрія Кондратюка». На другому курсі Артем потрапив до складу команди КВК університету. Згодом зібрав власну команду під назвою «Болт», що на молодіжному сленгу означало успіх перед глядачами. Виступи творчого колективу наполовину складалися з читання реп-інтермедій у гумористичному стилі. З 2007 року щорічно брав участь у конкурсі «Студент року», з отриманням спочатку звання «Студента факультету», а потім і «Студента університету». На змаганні серед учнів вишів Полтавської області посів друге місце. Після успішного закінчення навчального закладу Артем Лоїк здобув диплом за спеціальністю інженер-проєктувальник.
2010 року друзі Лоїка переконують його «піти зі своїм талантом далі». У такий спосіб він опиняється на вокальному українському шоу «X-Фактор». Він успішно проходить відбір, але йому повідомляють, що його стиль не зовсім відповідає формату шоу. Потому йому радять перейти на інше українське шоу — «Україна має талант 3», що проходить під егідою тієї ж компанії. Артем дійшов до фіналу і посів друге місце, поступившись фокуснику-ілюзіоністу Віталію Лузкарю з Києва. Після «Україна має талант» Лоїк уже до кінця 2011 року береться за створення свого дебютного альбому «Мой взгляд», що вийшов під лейблом TruePromoGroup. Лоїк записав треки, які склав для програми «Україна має талант 3», а також нові реп-композиції в Криму.
На початку 2013 року Артем Лоїк укладає контракт із продюсерським центром Григорія Лепса і переїжджає для роботи до Москви.. Разом із зіркою Лепсом Артем записує дуети «Брат никотин» і «Племя», з якими виступає на фестивалі «Нова Хвиля» в Юрмалі. Разом із ментором у листопаді 2013 року Артем випускає відеокліп «Плен». Але до кінця року через назрілі розбіжності Лоїк розриває контракт і повертається на батьківщину. У той період Артем познайомився з дівчиною Олександрою, яка вступила до Полтавського НТУ, що стала його майбутньою дружиною.
На початку 2014 року Артем Лоїк уперше бере участь у батлі «Versus Battle», який проходив у Санкт-Петербурзі. Реп-шоу у вигляді творчої дуелі реперів здобуло популярність у Росії ще 2013 року. В Україні репер створює низку нових треків і записує другий альбом «Верните мне меня», знімає кліп на пісню «Добро». У новому альбомі репера не знайшлося місця для жартів: Артем важко переживав події, що сталися в країні.
З 2015 року Артем Лоїк випускає два диски: мініальбом «Зуби», до якого ввійшли п'ять треків, а також альбом українською мовою «За моїм вікном». За два роки репер зняв три кліпи на пісні «Соленое детство», «Поети», «Остання».
У листопаді 2017 року виходить сингл Григорія Лепса «Самолеты, поезда или машины» за участю Артема. В травні 2018 року виступив разом з Григорієм Лепсом та Олександром Панайотовим на фестивалі «Жара» в Баку.
Після масштабного російського вторгнення в Україну Артем ЛоЇк різко розкритикував Росію та принципово перейшов на українську мову, також займається волонтерством.
9 лютого 2023 року у Полтавському художньому музеї імені Миколи Ярошенка відбулася презентація збірки «Моя війна» Лоіка, яка включає вірші та пісні, написані після початку повномасштабної війни, а також фотоальбом з пам’ятними моментами. Збірка має таку ж назву, як і альбом, який він випустив 24 лютого того ж року. Альбом містить одну пісню з Антоном Бакуновичем (Bakunovych) та вісім пісень з Абіє. Всього в альбомі 19 пісень.
В серпні 2024 долучився до лав НГУ. Працює інструктором відділення оперативно-психологічної роботи, здебільшого служить в Києві .

## Критика
У 2017 на найпопулярнішому реп-батлі між Oxxxymiron проти Слави КПСС, останній озвучив Артема «вторинністю»:
|  | Водночас банальну антиутопію. Такий рівень дискурсу більше підходить Джамалу і Лоіку. Оригінальний текст (рос.) Причем банальную антиутопию. Такой уровень дискурса больше подходит Джамалу и Лоику. |

Артем Лоїк навіть після початку війни на сході України продовжував гастролювати з Григорієм Лепсом в якості додаткового артиста по містах Росії.
2022 року після початку повномасшабної війни, Артем, змінив свою громадянську позицію на проукраїнську в трекі "Зіркова країна". Відео на YouTube

## Дискографія

### Студійні альбоми
- 2011 — «Мой взгляд»
- 2014 — «Верните мне меня»
- 2016 — «За моїм вікном»
- 2017 — «Крысолов»
- 2018 — «На поле в Курукшетре»
- 2019 — «Спасибо»
- 2019 — «Під покривалом»
- 2021 — «Ключи»
- 2023 — «Моя війна»

### Мініальбоми
- 2015 — «Зубы»
- 2019 — «Спасибо. Не вошедшее»

## Відеокліпи
| Рік  | Назва пісні     | Альбом             | Мова       |
| ---- | --------------- | ------------------ | ---------- |
| 2012 | Звёздная страна | «Мой взгляд»       | російська  |
| 2014 | Добро           | «Верните мне меня» | російська  |
| 2015 | Соленое детство | «Верните мне меня» | російська  |
| 2015 | Поеты           |                    | російська  |
| 2016 | Остання         | «За моїм вікном»   | українська |